# چتیرمان
چتیرمان (انگلیسی: Chetyrman) یک شهرک در شهرستان یانائولسکی استان باشقیرستان کشور روسیه است.